# NGC 3819
NGC 3819 is een elliptisch sterrenstelsel in het sterrenbeeld Leeuw. Het hemelobject werd op 18 januari 1828 ontdekt door de Britse astronoom John Herschel.

## Synoniemen
- MCG 2-30-13
- ZWG 68.30
- HCG 58D
- NPM1G +10.0270
- PGC 36311